# Gedachtenis
Een gedachtenis 
is in de Katholieke Kerk een lager gerangschikte feestdag ter ere van een heilige, de inwijding van een kerk of een mysterie van de religie.
De feestdagen staan in de heiligenkalender
De gedachtenissen worden verdeeld in verplichte en vrije gedachtenissen. De verplichte moeten in de mis gevierd worden, vaak houdt dat in dat het openingsgebed met die heilige verband houdt. De verplichte gedachtenissen worden teruggebracht tot vrije gedachtenissen in de Veertigdagentijd. 
De verplichte gedachtenissen komen in rang na de feesten. Deze gedachtenissen worden niet gehouden wanneer ze vallen op een zondag, hoogfeest, feest, dagen in het Paasoctaaf, dagen in de Goede Week en in de dagen van 17 december t/m 24 december. Evenmin kunnen in de Veertigdagentijd verplichte gedachtenissen gevierd worden. Verplichte gedachtenissen die in deze periode vallen worden automatisch vrije gedachtenissen. De vrije gedachtenissen worden op die dagen ook niet gevierd. 
Bij de vrije gedachtenissen is het altijd aan de priester om te bepalen of ze gevierd worden. 